# Jaworzyca
Jaworzyca (738 m) – niewybitny szczyt w Beskidzie Sądeckim, w zachodniej części Pasma Radziejowej, ok. 1000 m na południe od Gronia (803 m).
Jaworzyca jest kolejnym, na południe od Gronia, z wierzchołków bocznego, południowo-zachodniego grzbietu odchodzącego od głównego grzbietu Pasma Radziejowej na wysokości Dzwonkówki. Dalej grzbiet skręca na zachód i opada ku dolinie Dunajca schodząc do niego przez Juraszową Górę (560 m) na wschód od Krościenka nad Dunajcem. Grzbiet ten znajduje się między dolinami potoków: od wschodu i południa potoku Zakijowskiego, wpadającego do Dunajca i od zachodu Potoku Zagórskiego, również wpadającego do Dunajca.
Szczyt znajduje się w granicach Krościenka nad Dunajcem w województwie małopolskim, w powiecie nowotarskim, siedziba gminy Krościenko nad Dunajcem.
Jaworzyca jest porośnięta lasem, w związku z czym nie ma walorów widokowych. Przez szczyt nie przebiega żaden szlak turystyczny. Wzniesienie i jego zbocza znajdują się na terenie Popradzkiego Parku Krajobrazowego. Są tu m.in. objęte ochroną źródła wód mineralnych (szczawy) i buczyna karpacka.